# Толстов, Валентин Яковлевич
Валентин Яковлевич Толстов (1926—2002) — Гвардии капитан Советской Армии, участник Великой Отечественной войны, Герой Советского Союза (1945).

## Биография
Валентин Толстов родился 20 января 1926 года в Рассказово (ныне — город в Тамбовской области). После окончания семи классов школы работал слесарем. В ноябре 1943 года Толстов был призван на службу в Рабоче-крестьянскую Красную Армию. С сентября 1944 года — на фронтах Великой Отечественной войны. В боях два раза был ранен.
К февралю 1945 года гвардии старший сержант Валентин Толстов командовал орудием танка «Т-34» 1-го батальона 36-й гвардейской танковой бригады 4-го гвардейского механизированного корпуса 7-й гвардейской армии 2-го Украинского фронта. Отличился во время освобождения Чехословакии. 17-26 февраля 1945 года экипаж Толстова участвовал в боях на берегу реки Грон в районе населённых пунктов Солдина и Камендин к северу от города Штурово, уничтожил 11 танков, 5 БТР, 1 штурмовое орудие и большое количество солдат и офицеров противника.
Указом Президиума Верховного Совета СССР от 28 апреля 1945 года за «образцовое выполнение боевых заданий командования на фронте борьбы с немецкими захватчиками и проявленные при этом мужество и героизм» гвардии старший сержант Валентин Толстов был удостоен высокого звания Героя Советского Союза с вручением ордена Ленина и медали «Золотая Звезда» за номером 4987.
После окончания войны Толстов продолжил службу в Советской Армии. В 1950 году он окончил курсы техников-лейтенантов. В 1955 году в звании капитана Толстов был уволен в запас. Проживал и работал сначала в Лутугинском районе Луганской области Украинской ССР, затем в Луганске. Скончался 7 октября 2002 года, похоронен на кладбище посёлка Юбилейное в Луганске.
Почётный гражданин Братиславы. Был также награждён орденами Отечественной войны 1-й и 2-й степеней, орденом Красной Звезды, рядом медалей и иностранной наградой.